# Neoporteria annulata
Espèce
 Neoporteria annulata est une espèce d'araignées aranéomorphes de la famille des Macrobunidae.

## Distribution
Cette espèce est endémique de la région de Valparaiso au Chili,.

## Description
Le mâle holotype mesure 4,5 mm et la femelle paratype 4,5 mm.

## Systématique et taxinomie
Cette espèce a été décrite par Roth en 1967.

## Publication originale
- Roth, 1967 : « A review of the South American spiders of the family Agelenidae (Arachnida, Araneae). » Bulletin of the American Museum of Natural History, no 134, p. 297-346 (texte intégral).